# Oggi sono io
«Oggi sono io» (с итал. — «Сегодня я») — песня, написанная и записанная итальянским певцом Алексом Бритти. С этой песней он выиграл 49-й песенный фестиваль в Сан-Ремо в 1999 году в категории «новички». Она также имела большой успех в чартах Италии, заняв первое место.

## Список композиций
CD-сингл
1. «Oggi sono io» — 3:52
2. «Solo una volta» (Don Carlos Remix) — 4:08

## Чарты
| Чарт (1999)              | Высшая позиция |
| ------------------------ | -------------- |
| Европа (Music & Media)   | 51             |
| Италия (Musica e dischi) | 1              |

## Сертификации
| Регион                                                                      | Сертификация | Продажи |
| --------------------------------------------------------------------------- | ------------ | ------- |
| Италия (FIMI)                                                               | Платиновый   | 50 000  |
| Данные о продажах + прослушиваниях приведены только на основе сертификации. |              |         |

## Версия Мины
В 2001 году итальянская певица Мина записала кавер-версию этой песни. Впервые она была представлена публике 31 марта того же года во время трансляции документального фильма «Мина в студии». По словам Паоло Лимити, запись была сделана с одного дубля. Позже певица подтвердила это, а также заявила, что песня ей сразу понравилась, как только она её услышала, и она решила записать кавер, но в более «тяжёлой» манере.

### Сертификации
| Регион                                                                      | Сертификация | Продажи |
| --------------------------------------------------------------------------- | ------------ | ------- |
| Италия (FIMI)                                                               | Золотой      | 25 000  |
| Данные о продажах + прослушиваниях приведены только на основе сертификации. |              |         |